# تواصل (معاملات)
التواصل فهم واحترام متبادل لآراء ووجهات نظر الآخر، بغض النظر عن توفر عناصر الاتفاق أو المحبة, والأهم من العملية النتيجة التي نحصل التواصل الناجح هو عليها وليس المضمون اللفظي.
يقتضي التواصل وجود مرسل ومرسل إليه ونسق التواصل (سنن) يشترك فيه طرفا التواصل لفهم الرسالة.
ولقد أصبحت ظاهرة التواصل في عصرنا، هي لإخصاب الدراسات النفسية والاجتماعية والإنسانية وغيرها من وسائل
الاتصال وازدهار الصحافة المكتوبة والمرئية والمسموعة، إضافة إلى النقلات النوعية الهائلة والسريعة التي يشهدها باستمرار حقل المعلوميات، مما يجعل عالمنا عالم تواصل، بامتياز.

## وصلات داخلية
- المعلومات.
- الإجتماعية.
- الإنسانية.